# Awaji (miasto)
Awaji (jap. 淡路市 Awaji-shi) – miasto w Japonii (prefektura Hyōgo) położone na wyspie Awaji na Morzu Wewnętrznym.

## Położenie
Miasto leży na wyspie w południowej części prefektury, graniczy z miastami:
- Kobe (poprzez morze),
- Sumoto

## Historia
Miasto powstało 1 kwietnia 2005 roku.

## Miasta partnerskie
- Stany Zjednoczone: St. Marys